# Nákófalva
Nákófalva (szerbül Наково / Nakovo, németül Nakodorf) település Szerbiában, a Vajdaságban, az Észak-bánsági körzetben, Nagykikinda községben.

## Fekvése
Nagykikinda északkeleti szomszédjában, a szerb-román határ közelében fekvő település.

## Története
Nákófalva helyén a középkorban Kun-Szőllős nevű kunszállás, mellette pedig Szőllős nevű falu feküdt.
Kun-Szőllős 1384-ben Csuka Pál Benedek, Antal és Jakab nevű fiai, kunkapitányok lakhelye volt.
A 15. század elején a kunszőllősi kunok állandó perlekedésben álltak Szilágyi Lászlóval, Horogszeg birtokosával. Héderváry Lőrinc, aki ekkor a kunok bírája volt, 1429 augusztusában Szentelt városban tartott törvényszéken próbálkozott a pereskedésnek véget vetni, de sikertelenül. A kunok egyrésze ekkorra már elvándorolt a településről, falujukat pedig Zsigmond király adományozta el Csalapia Dávidnak, aki a feljegyzések szerint a török császár fia volt.
Szőllős jobbágyfalu első ismert birtokosaként Harkácsi László macsói albán volt feljegyezve, tőle 1451-ben horogszegi Szilágyi Mihály vásárolta meg a birtokot, mely később a Csáki család birtokába került.
A 16. század elején magyar jobbágysága elmenekült. A török hódoltság után, 1745 körül Hetz Jakab bérelte, majd 1770 táján Lotaringiából származó franciák telepedtek le itt.
1784-ben Nákó Kristóf szerezte meg a pusztát, aki evangélikus vallású magyarokat telepített le ide Orosházáról, néhány tót családdal együtt, akik azonban hat év múlva elhagyták a falut, helyüket 1790-ben németek foglalták el, ettől kezdve nevezik a falut Nákófalvának. 1838-ban a település birtokosa Nákó János volt.
1902-ben Nákó Mileva (San-Marco hercegné) a faluban apácazárdát alapított, ami mellett egy 6 osztályos elemi iskola is működött.
Fazekas nevű falu is itt, a községtől délre feküdt a középkorban, 1429-ből van róla adat, de ekkor már temploma romokban állt.

## Népesség

### Demográfiai változások
| 1948 | 1953 | 1961 | 1971 | 1981 | 1991 | 2002 | 2011 |
| ---- | ---- | ---- | ---- | ---- | ---- | ---- | ---- |
| 3438 | 3524 | 3378 | 2834 | 2604 | 2525 | 2419 | 1918 |

## Nevezetességek
- Római katolikus temploma - 1805-ben épült, 1857-ben újították fel